# Gbao District
Gbao District är ett distrikt i Liberia. Det ligger i regionen Grand Gedeh County, i den östra delen av landet, 250 km öster om huvudstaden Monrovia.